# توماس كلارك (ضابط)
توماس كلارك (بالإنجليزية: Thomas Clark)‏ هو ضابط أمريكي، ولد في أغسطس 1741 في ويلمينغتون في الولايات المتحدة، وتوفي في 25 ديسمبر 1792.